# Benthana longicornis
Benthana longicornis är en kräftdjursart som beskrevs av Karl Wilhelm Verhoeff 1941. Benthana longicornis ingår i släktet Benthana och familjen Philosciidae. Inga underarter finns listade i Catalogue of Life.